# Tour de Murrieta
Le Tour de Murrieta est une course cycliste par étapes américaine disputée au mois de mars à Murrieta, en Californie. Elle est organisée depuis 2005
La compétition comprend plusieurs épreuves distinctes selon le genre, l'âge et la catégorie des coureurs. 

## Palmarès

### Élites Hommes
| Année | Vainqueur           | Deuxième            | Troisième           |
| ----- | ------------------- | ------------------- | ------------------- |
| 2005  | Curtis Gunn         | Erik Saunders       | Jacob Erker         |
| 2006  | Jeremiah Wiscovitch | Daniel Ramsey       | Chris DeMarchi      |
| 2007  | Christian Walker    | Arjuna Flenner      | Bryson Perry        |
| 2008  | Jonathan Cantwell   | Dominique Rollin    | Rahsaan Bahati      |
| 2009  | Chad Beyer          | Jonathan Cantwell   | Rahsaan Bahati      |
| 2010  | Karl Menzies        | Jonathan Cantwell   | Aníbal Borrajo      |
| 2011  | Sean Mazich         | Eric Marcotte       | Nic Hamilton        |
| 2012  | David Santos        | Michael Weicht (de) | Christiaan Kriek    |
| 2013  | Christiaan Kriek    | Sean Mazich         | Serghei Tvetcov     |
| 2014  | Kirk Carlsen        | Ian Burnett         | Fabrizio Von Nacher |
| 2015  | Ulises Castillo     | Chris Barton        | Cory Williams       |
| 2016  | Ulises Castillo     | Justin Oien         | Ben Wolfe           |
| 2017  | Callum Gordon       | Cory Lockwood       | René Corella        |
| 2018  | Justin Williams     | Orlando Garibay     | Tyler Locke         |
| 2019  | Sean McElroy        | Cory Williams       | Alfredo Rodríguez   |
| 2020  | Cory Williams       | Tyler Williams      | Justin Williams     |
| 2021  | Ama Nsek            | Osvaldo Mora        | Ryan Jastrab        |
| 2022  | Cory Williams       | Clever Martínez     | Sean McElroy        |
| 2023  | Cory Williams       | Ryan Gorman         | Taylor Warren       |
| 2024  | Scott Redding       | Lucas Bourgoyne     | Juan Enrique Aldapa |
| 2025  | Ryan Gorman         | Evan Larson         | Luke Elphingstone   |

### Élites Femmes
| Année | Vainqueur               | Deuxième                | Troisième           |
| ----- | ----------------------- | ----------------------- | ------------------- |
| 2006  | Dotsie Cowden           | Laura Yoisten           | Carol Lynn Neal     |
| 2014  | Lex Albrecht            | Julie Cutts             | Jessica Noyola      |
| 2015  | Amber Gaffney           | Mary Elizabeth Maroon   | Pamela Schuster     |
| 2016  | Gretchen Stumhofer (en) | Alison Jackson          | Scotti Lechuga (en) |
| 2017  | Kristabel Doebel-Hickok | Holly Breck (en)        | Esther Walker       |
| 2018  | Shelby Reynolds         | Esther Walker           | Lizbeth Ureño       |
| 2019  | Holly Breck (en)        | Silvia Fernanda Polanco | Antonieta Gaxiola   |
| 2020  | Claire Cameron          | Kaia Schmid             | Maddy Ward          |
| 2021  | Shelby Reynolds         | Hayley Bates            | Charity Chia        |
| 2022  | Chloe Patrick           | Colleen Gulick          | Cassidy Hickey      |
| 2023  | Colleen Gulick          | Holly Breck (en)        | Laurel Rathbun      |
| 2024  | Rebecca Lang            | Ana Hernández           | Ella Brenneman      |
| 2025  | Colleen Gulick          | Lillian O'Donnell       | Morgan James        |